# سید فخرالدین شادمان
سید فخرالدین شادمان (۱۲۸۶ تهران – ۴ شهریور ۱۳۴۶ لندن) نویسنده، استاد دانشگاه، قاضی و دولتمرد دوران پهلوی و نایب‌التولیه آستان قدس رضوی بود.دارای دکترای حقوق از دانشگاه پاریس در ۱۳۱۴ و دکترای علوم سیاسی از دانشگاه لندن در ۱۳۱۸، وزیر اقتصاد و کشاورزی در دولت هژیر در ۱۳۲۷، وزیر اقتصاد و دادگستری در دولت کودتای زاهدی، رئیس ایرانی صندوق مشترک ایران و آمریکا ۱۳۳۳، وزیر دادگستری ۱۳۳۳، نایب تولیت آستان قدس رضوی از ۱۳۳۴ تا ۱۳۳۷، عضو شورای فرهنگی سلطنتی، عضو هیئت امناء کتابخانهٔ سلطنتی پهلوی، و غیره. شادمان چند اثر مهم منتشر کرد که از میان آن‌ها تسخیر تمدن فرنگی - ۱۳۲۶- مشهورتر است. عبّاس میلانی و محسن میلانی و فرزانه میلانی خواهرزاده‌های او هستند.

## تحصیلات قدیم و جدید
پدرش حاج سید ابوتراب نام داشت و روحانی بود. تحصیلات اولیه او با علوم قدیمه گذشت. زبان و ادبیات عرب و فقه و اصول را در مدارس میرزا صالح و خان مروی در طهران نزد آقا سید محمود حیاط شاهی و آقا شیخ محمدتقی نهاوندی فراگرفت و سپس به تکمیل علوم جدید در مدارس کمال و تدین و دارالفنون پرداخت و پس از آن، دورهٔ دارالمعلمین مرکزی (دانشسرای عالی بعدی) را در سال ۱۳۰۴ و دورهٔ مدرسه عالی حقوق تهران را در سال ۱۳۰۶ به پایان رسانید.

## معلمی و روزنامه‌نگاری
در مدارس ثروت، علمیه و ادب، مظفری و کمالیه، فارسی، فرانسه و تاریخ درس داد و از سال ۱۳۰۵ در دارالمعلمین مرکزی فرانسه و انگلیسی درس داد. همزمان در مطبوعات هم قلم می‌زد. از سال ۱۳۰۵ در روزنامه اطلاعات و از سال ۱۳۰۶ در روزنامه اقدام می‌نوشت و در سال‌های ۱۳۰۶ و ۱۳۰۷ سردبیر هفته‌نامه ادبی طوفان بود.

## قضاوت و ادامه تحصیل
شادمان در سال ۱۳۰۶ به خدمت عدلیه درآمد و مدیر دفتر محاکم بدایت تهران شد. در سال ۱۳۰۷ عضو محکمه تجارت، در سال ۱۳۰۸ معاون پارکه دیوان جزای عمال دولت ۱۳۰۸ و در سال ۱۳۱۱ مستنطق (بازپرس) شد. سپس تحصیلات خود را ادامه داد و در سال ۱۳۱۴ شمسی از دانشکدهٔ حقوق دانشگاه پاریس و در سال ۱۳۱۸ از دانشکدهٔ علوم اقتصادی و سیاسی دانشگاه لندن به اخذ درجه دکتری نائل شد. دو سال در دانشگاه کمبریج انگلستان به مطالعه پرداخت. یک سال هم دورهٔ دانشگاه هاروارد آمریکا را طی کرد.
او همزمان با تحصیل، در سال ۱۳۱۴ نمایندهٔ دولت ایران در کنفرانس تربیتی آکسفورد ۱۳۱۴ و در سال ۱۳۱۸ کفیل نمایندگی دولت ایران در شرکت سابق نفت ایران و انگلیس شد. در سال‌های ۱۳۱۲ تا ۱۳۲۲ نیز در دانشکدهٔ تحقیقات و السنه شرقی دانشگاه لندن تدریس می‌کرد.

## خدمات دولتی
دکتر شادمان پس از بازگشت به ایران، بازرس دولت در بانک کشاورزی و هنر، سرپرست ادارهٔ کل انتشارات و تبلیغات و در سال ۱۳۲۵ رئیس شرکت سهامی بیمه ایران شد. در اول تیر ۱۳۲۷ در کابینه عبدالحسین هژیر به عنوان وزیر اقتصاد ملی و در اول مهر همان سال به عنوان وزیر کشاورزی به مجلس معرفی شد.
پس از کودتای ۲۸ مرداد ۱۳۳۲ رئیس شورای عالی سازمان برنامه و سال بعد رئیس شورای هدایت ملی، رئیس کمک‌های فنی سازمان ملل متحد و رئیس ایرانی صندوق مشترک ایران و آمریکا شد. در اردیبهشت ۱۳۳۳در کابینه سپهبد زاهدی وزیر اقتصاد ملی شد اما چند ماه بعد زاهدی با ابراز نارضایتی از عملکرد این وزارت‌خانه و از آن رو که به گفته او «چون وزارت اقتصاد ملی دکترهایش خیلی زیاد بود، مخلوط و درهم بود، آن طوری که منظور نظر بود پیش نمی‌رفت»، شادمان را کنار گذاشت و خودش سرپرستی وزارت اقتصاد ملی را به عهده گرفت. سپس شادمان را به عنوان وزیر دادگستری به مجلس معرفی کرد. با پایان عمر کابینه سپهبد زاهدی، شادمان در سال ۱۳۳۴ نایب‌التولیه آستان قدس رضوی شد.

## نایب‌التولیه آستان قدس رضوی
او در سمت نایب‌التولیه آستان قدس رضوی، قروض آستانه را پرداخت، ساعت را از صحن عتیق به صحن نو انتقال داد، دارالسعاده را تجدید بنا کرد و سقف آن را برداشت، حجرات قهوه‌خانه و آبدارخانه دارالسرور را تخریب کرد با افزودن بخشی از مدرسه علی نقی میرزا به آن، آسایشگاه خدام را در بالای رواق دارالسرور ساخت، نام مهمانخانه را به مهمانسرا تغییر داد و وسایل آن را عوض کرد، روی پوشش نهر، باغچه‌های طولانی مرتفع و گلکاری شده احداث کرد، پنجره‌ای را که از حجره رواق پس پشت به راهرو سقاخانه باز بود، بست، آینه‌کاری توحیدخانه مبارکه را تعمیر کرد و سقف آن را برداشت. تعویض ضریح امام رضا نیز در دوران نایب‌التولیگی او آغاز شد.
دکتر شادمان از سال ۱۳۲۹ در دانشگاه تهران به تدریس تاریخ اسلام اشتغال داشت و از استادان ممتاز به‌شمار می‌رفت. ریاست گروه آموزشی رشته تمدن و فرهنگ اسلامی دانشکدهٔ الهیات و معارف اسلامی را نیز به‌عهده داشت. او همچنین عضو فرهنگستان ایران، عضو شورای عالی فرهنگ، عضو شورای فرهنگی سلطنتی، عضو هیئت امناء کتابخانهٔ سلطنتی پهلوی، عضو شورای عالی فلسفه و علوم انسانی، نایب رئیس مرکز بین‌المللی تحقیق در فرهنگ و تمدن ایران بود و در سال ۱۳۳۲ ریاست هیئت نمایندگی ایران در کنفرانس علوم اداری در استانبول را به عهده داشت.
فخرالدین شادمان بر اثر بیماری سرطان لوزالمعده در لندن وفات یافت. پیکر او را به ایران آورده، در رواق دارالسرور حرم امام رضا به خاک سپردند.

## اندیشه غربزدگی
شادمان از اولین کسانی است که از غربزدگی انتقاد میکند. به گمان شادمان مسئله اصلی ایران "حمله تمدن فرنگی" است که اگر دفع نشود، "ملت ايران از ميان خواهد رفت". ایران در طول تاریخ با دشمنان بسیاری رویارو شده است، اما هیچ گاه "دشمنی صعب به قدرت و بيرحمی تمدن فرنگی به ايران روی نكرده است". این خصم "می خواهد ما را بنده و فرمانبردار خود كند و حتی مثل اسكندر سر وصلت و سازگاری هم با ما ندارد".  او هشدار می‌دهد كه "اگر تمدن فرنگی ما را بگيرد، تاريخِ يكی از مهمترين و قديمترين ملل بزرگ عالم به سر خواهد رسيد و دفتری كه دوهزار و پانصد سال باز بوده است يكباره بسته خواهد شد"
او وارد نقد شیفتگان غرب- تحت عنوان فکلی - می‌شود. "فکلی" ایرانی نابخرد دشمن ایران است که با تضعیف روح ملی به کمک سلطه تمدن فرنگی می‌رود.  "هوشنگ هناويد" نماد فکلی فرنگ رفته‌ای است که شیفته ظواهر غرب و تقلید مبتذل از آن هاست. آشنایی و تسلط کافی به زبان فارسی ندارد و در عین حال یکی از زبان‌های غربی را اندکی می‌داند. مدعی غرب شناسی و اصلاح همه مسائل ایران است. فکلی ناجوانمرد، غافل و مغرض است. ادعا می‌کند که با تغییر خط مسئله ایران حل خواهد شد. فکلی قادر به تمایز دوست از دشمن نیست و نمی‌داند که فرنگی یی که "از سر كينه و عناد و به واسطه خودبينی و تعصب، اسلام را موجب بدبختی و بيچارگی ايران می‌خواند"، در حقیقت "دشمن دين ماست نه دوست ايران".  سطحی نگری و ظاهرپرستی فکلی به ناآگاهی از مهمترین بزنگاه‌های تاریخ سیاست ایران منتهی شده است. در عین حال خود را "سیاست شناس"‌ی چون مترنیخ و بیسمارک قلمداد می‌کند. فکلی تمدن فرنگی را "با رقص گونه بر گونه و قمار كردن و به ميخانه پر از دود و دم رفتن" تقلیل می‌دهد. فکلی نه "فرنگ شناس" است و نه ایران شناس. نه ایرانی است و نه فرنگی. از ایران بریده در حالی که به عمق تمدن فرنگی دست نیافته است. بدین ترتیب، "فكلی بزرگترين خصم ايران است"، زيرا "در هنگام حمله تمدن فرنگی به ايران اين دشمن خانگی همدست بيگانه است و برای ماهی گرفتن ديگران آب را گلآلود می‌كند و به اميد آنكه تمدن فرنگی ما را زودتر بگيرد از خيانت به فكر و زبان و آداب و رسوم خوب ما روگردان نيست"
شادمان اقتباس آگاهانه فرهنگ غربی را تجویز می‌کرد : "امیدوارم به قدر وسع خود بر خواننده مبرهن کرده باشیم که تسخیر تمدن فرنگی از واجبات است و آن را باید با مراعات شرایط عقل و تدبیر هرچه زودتر بگیریم تا چشم و گوش و دست و زبان بسته گرفتارش نشویم". شادمان دارای آن تیزبینی بود که اذعان کند "تمدن فرنگی را به آسانی تعريف نمی‌توان كرد". لذا آن را به یک منطقه جغرافیایی فرو نمی‌کاست. او تغییر لباس، خط، زبان و دیانت را معیار دست یافتن به ویژگی‌های مثبت تمدن فرنگی به شمار نمی‌آورد. علم، ادب و هنر شاخص‌های اصلی‌اند و بدون کوشش فروان نمی‌توان به آن‌ها دست یافت. شادمان بر این باور است که ما باید تمدن فرنگی را تسخیر و از آن خویش سازیم. او گوشزد می‌کند که نمی‌توان به بهانه داشته‌های خویش، دستاوردهای مثبت تمدن فرنگی را نادیده گرفت. به گمان او برتری فرنگ در نگرش علمی و دانش فنی است، نه باورهای اخلاقی و سبک زندگی. راه حل تجویزی او این است که: "بايد از دو كار يكی را اختيار كرد يا خود به راهنمايی ذوق و عقل و با رعايت شرايط حزم و احتياط تمدن فرنگی را بگيريم و يا بی چون و چرا تسليمش شويم تا بيايد و سيل وار ما را بگيرد"

## آثار
- کتاب بی‌نام در سال دوم انتشار روزنامهٔ اطلاعات در سال ۱۳۰۶ به صورت پاورقی انشار یافت (چاپ دوم ۱۳۳۵)
- در راه هند (چاپ دوم ۱۳۳۵)
- تاریکی و روشنایی، تهران، سنایی، ۱۳۴۴.
- تراژدی فرنگ، تهران، کتابخانهٔ طهوری، ۱۳۴۶.
- تاریخ قرون جدید
- روابط ایران و انگلیس تا سال ۱۸۱۵
- حکایتی و اشارتی، تهران، ۱۳۴۲.
- ترجمهٔ تاریخ قرون جدید، تألیف آلبرماله
- ترجمهٔ داستان عشق و محبت، گالاته، ۱۳۰۶.
- ترجمهٔ قسمتی از رمان آنا کارنینا اثر تولستوی از زبان فرانسه در روزنامه طوفان
- تسخیر تمدن فرنگی، تهران، ۱۳۲۶[۹]

دیگر آثار او عبارتند از:
طوفان هفتگی شمارهٔ ۱ و ۱۴ و ۱۶، مجلهٔ صبا شمارهٔ ۱۸، مجلهٔ سخن، مجلهٔ مهر شمارهٔ ۱۰ سال ۱۳۳۱، مجلهٔ یغما و غیره) همکاری داشت. برخی از مقالات که در نشریات فوق به این شرح است: «از فرشته بهتر» با امضای آموزگار، «عظمت ایران»، «دستور زبان فارسی»، «نعمت جهل»، «دانشگاه‌های قم و دانشگاه‌های دیگر ایران»، «صورت و معنی»، «جویندگی در طلب کیمیای سعادت آفرین»، «تراژدی فرنگ».
دکتر شادمان به مناسبت هزارمین سال ولادت فردوسی در سال ۱۳۱۳ خطابه‌ای در مجلس جشن منعقد در سفارت ایران در لندن و پاریس ایراد کرد. سخنرانی دیگری با عنوان «از سه قوم، تربیت فرانسوی و انگلیسی و آلمانی کدامیک برای ایران مفیدتر است؟» در سال ۱۳۱۲ در تالار کولژ دو فرانس پاریس داشت. خطابهٔ مهم دیگر او به زبان انگلیسی در انجمن شعر در لندن در سال ۱۳۱۵ در باب شعر فارسی است.